# 三菱鉱業茶志内炭礦専用鉄道
三菱鉱業茶志内炭礦専用鉄道（みつびしこうぎょう ちゃしないたんこうせんようてつどう）は、北海道空知支庁管内美唄市の日本国有鉄道（国鉄）函館本線茶志内駅から、東方の茶志内炭鉱までの2.0kmを結んでいた三菱鉱業の専用鉄道で、同炭鉱の閉山に伴い1967年（昭和42年）7月1日に廃止された。同線は当初国鉄が運転管理に当たっていたが、後に三菱鉱業美唄鉄道が運行管理に当たり、同鉄道の9200形、4110形などが入線し石炭輸送に活躍した。また、通勤・通学客輸送の為、客車の運行も行なわれた。

## 歴史
- 1938年（昭和13年）11月- 請願側線敷設
- 1944年（昭和19年）- 三菱鉱業が日東美唄炭鉱を買収。
- 1948年（昭和23年） - 美唄鉱業所から茶志内鉱業所として独立。
- 1952年（昭和27年）6月12日 -  茶志内 - 茶志内炭鉱間2.0km専用鉄道開通
- 1967年（昭和42年）7月1日 - 三菱茶志内炭鉱閉山により廃止

## 車両

### 機関車
- 9217 - 1952年営業を開始するにあたり美唄鉄道所有の元国鉄9200形蒸気機関車（9217）を入線させ使用した。4137に代替され1967年廃車
- 4137 - 1967年に9217の置き換えとして美唄鉄道より入線した元国鉄4110形蒸気機関車。廃線まで使用された。

### 客車
いずれも明治40年新橋工場製の元国鉄の木製2軸客車。通勤通学用に使用された。
- ハ10（2） - 三菱鉱業大夕張鉄道より美唄鉄道を経由し1962年3月に入線。すでに半鋼製車体に改造されていた。
- ハ10（12・14） - 1962年7月に美唄鉄道より入線。すでに老朽化のため車体が弓形になっていた。木製車体の側面に鉄板を張っていた。